# Resolutie 1517 Veiligheidsraad Verenigde Naties
Resolutie 1517 van de Veiligheidsraad van de Verenigde Naties werd op 24 november 2003
unaniem aangenomen door de VN-Veiligheidsraad
en verlengde de VN-vredesmacht op Cyprus.

## Achtergrond
Nadat in 1964 geweld was uitgebroken tussen de Griekse- en Turkse bevolkingsgroep op Cyprus stationeerden
de VN de UNFICYP-vredesmacht op het eiland. Die macht wordt sindsdien om het half jaar verlengd. In 1974
bezette Turkije het noorden van Cyprus na een Griekse poging tot staatsgreep. In 1983
werd dat noordelijke deel met Turkse steun van Cyprus afgescheurd. Midden 1990 begon het toetredingsproces van
(Grieks-)Cyprus tot de Europese Unie maar de EU erkent de Turkse Republiek Noord-Cyprus niet.

## Inhoud
De Veiligheidsraad:
- Verwelkomt de Secretaris-Generaals rapport en vooral de oproep aan de partijen om dringend iets te doen aan de kwestie van de vermiste personen.
- Merkt op dat Cyprus instemde met een verlenging van UNFICYP na 15 december.
- Verwelkomt inspanningen van de VN om vredeshandhavers te sensibiliseren voor aids en andere ziekten.

1. Bevestigt alle relevante resoluties en vooral resolutie 1251.
2. Besluit het mandaat van UNFICYP te verlengen tot 15 juni 2004.
3. Dringt er bij de Turks-Cyprioten op aan om de beperkingen die UNFICYP werden opgelegd op te heffen.
4. Bezorgd om schendingen door het Turkse leger in Strovilia en dringt aan op het herstel van het militaire status quo.
5. Vraagt de Secretaris-Generaal tegen 1 juni 2004 te rapporteren.
6. Besluit op de hoogte te blijven.

## Verwante resoluties
- Resolutie 1475 Veiligheidsraad Verenigde Naties
- Resolutie 1486 Veiligheidsraad Verenigde Naties
- Resolutie 1548 Veiligheidsraad Verenigde Naties (2004)
- Resolutie 1568 Veiligheidsraad Verenigde Naties (2004)

Lijst ·  1455 ·  1456 ·  1457 ·  1458 ·  1459 ·  1460 ·  1461 ·  1462 ·  1463 ·  1464 ·  1465 ·  1466 ·  1467 ·  1468 ·  1469 ·  1470 ·  1471 ·  1472 ·  1473 ·  1474 ·  1475 ·  1476 ·  1477 ·  1478 ·  1479 ·  1480 ·  1481 ·  1482 ·  1483 ·  1484 ·  1485 ·  1486 ·  1487 ·  1488 ·  1489 ·  1490 ·  1491 ·  1492 ·  1493 ·  1494 ·  1495 ·  1496 ·  1497 ·  1498 ·  1499 ·  1500 ·  1501 ·  1502 ·  1503 ·  1504 ·  1505 ·  1506 ·  1507 ·  1508 ·  1509 ·  1510 ·  1511 ·  1512 ·  1513 ·  1514 ·  1515 ·  1516 ·  1517 ·  1518 ·  1519 ·  1520 ·  1521